# Vlag van West-Friesland
De officieuze vlag van West-Friesland heeft als kleur azuur en op de vlag staan twee aanziende leeuwen van goud en vijf gouden blokjes. De vlag komt daarmee overeen met het wapen van West-Friesland. Ze werd in 2008 door de Hoornse burgemeester Onno van Veldhuizen gepresenteerd aan het Westfries Genootschap. De vlag is op verzoek van de West-Friese gemeenten bij de Hoge Raad van Adel in het vlaggenregister geregistreerd, nadat de raad daar op 23 november 2010 in heeft geadviseerd. De vlag wordt als streekvlag gebruikt.
Historisch werd op zee een dergelijke vlag gevoerd door schepen die hun thuishaven in West-Friesland hadden.

## Verwante afbeeldingen

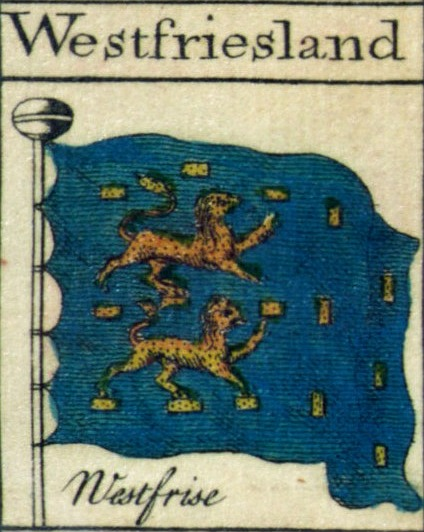
Vlag van West-Friesland, in 1783 getekend op een vlaggenkaart
Wapen van West-Friesland